# Oxypoda tetricula
Oxypoda tetricula är en skalbaggsart som först beskrevs av Thomas Casey 1911.  Oxypoda tetricula ingår i släktet Oxypoda och familjen kortvingar. Inga underarter finns listade i Catalogue of Life.